# Steingau

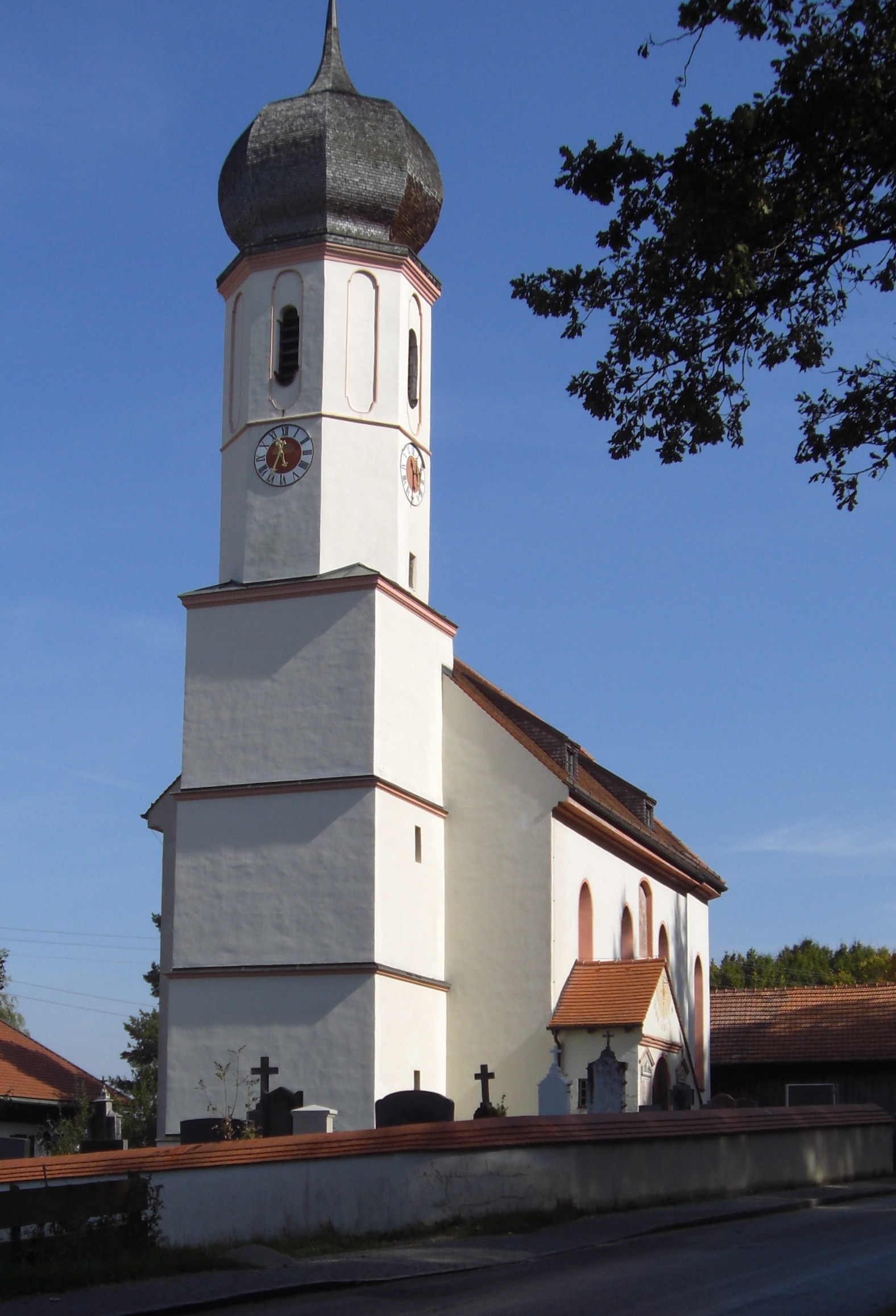
Filialkirche St. Martin

Steingau ist ein Ortsteil von Dietramszell im Landkreis Bad Tölz-Wolfratshausen. Das Kirchdorf liegt ca. 6 km nordöstlich vom Ortszentrum in Richtung Otterfing.

## Geschichte
Urkundlich wurde Steingau erstmals 817 in einem Stiftungsbrief an die Domkirche Freising als „Altheim Steincoi“ erwähnt. Die Namensendung –coi weist auf Gau hin.

## Sehenswürdigkeiten
Sehenswert ist die spätgotische Filialkirche St. Martin aus der ersten Hälfte des 17. Jahrhunderts. Das Langhaus wird von drei Jochen unterteilt. Der Turm basiert auf drei übereinanderliegenden quadratischen Geschossen, darüber wird er achteckig fortgeführt. Die Spitze der welschen Haube wird von einem Scheyrer Doppelkreuz gekrönt.
Die Figuren des Haupt- und des rechten Seitenaltars werden dem Dietramszeller Bildhauer Kaspar Niederreiter zugeschrieben.